# Obieg fosforu w wodzie
Obieg fosforu w wodzie – zespół reakcji chemicznych i biochemicznych dotyczących krążenia związków fosforu w zbiornikach wodnych.
Źródła fosforu w wodzie:
- wietrzenie i rozpuszczanie minerałów zawierających fosfor
- erozja gleby
- opady atmosferyczne
- spływy powierzchniowe z terenu zlewni
- nawozy fosforowe
- fosforany stosowane do produkcji środków piorących
- ścieki komunalne i przemysłowe
- wydzielanie, ekskrecja np. przez wrotki Rotifera

Fosfor, który trafia do zbiornika wodnego, krąży między poszczególnymi warstwami wody w rozmaity sposób, co jest zależne od typu miktycznego jeziora i od jego stanu troficznego. W zbiorniku wodnym wyróżnia się 2 obiegi fosforu: obieg mały i duży.
Mały obieg fosforu ma miejsce w okresie stagnacji, gdy wyraźnie zaznaczone jest uwarstwienie wody. Całość procesu przebiega w epilimnionie. W natlenionej i naświetlonej powierzchniowej warstwie wody znajdują się jony fosforanowe, które są pobierane przez fitoplankton i wbudowywane w ich organizm. Zachodzące ruchy cyrkulacyjne w epilimnionie nie pozwalają organizmom planktonowym opaść do głębszych warstw wody, dlatego też forma organiczna fosforu zostaje rozłożona przy udziale enzymów ponownie do jonów fosforanowych, które mogą być ponownie zasymilowane. Proces ten może powtarzać się wielokrotnie.
Jeśli fosfor w formie organicznej zdoła opaść do głębszych warstw wody poprzez metalimnion do hypolimnionu, dopiero w tych głębszych warstwach ulega mineralizacji. Przemiany chemiczne fosforu w wodzie prowadzą do jego wytrącania i jest on akumulowany w osadach dennych. Z górnych partiach wody fosfor do dna opada nie tylko w postaci obumarłej materii organicznej, ale również w powiązaniu z jonami wapnia, żelaza, glinu oraz z zawiesinami mineralnymi. Jeżeli w strefie zetknięcia osadów dennych z wodą panują warunki tlenowe, to jony żelaza Fe3+ wiążą trwałe jony fosforanowe stanowiąc dla nich pułapkę, i w takiej formie odkładane są w osadach dennych. Jeżeli w hypolimnionie zaczyna brakować tlenu, żelazo trójwartościowe przechodzi do dwuwartościowego Fe2+. Ponieważ fosforany żelaza(2+) są lepiej rozpuszczalne, następuje uwalnianie fosforu z osadów dennych do wody – jest to proces wzbogacania wewnętrznego.
W warunkach skrajnie redukujących siarczany, które znajdują się w wodzie, przechodzą w siarkowodór i wtedy duża część żelaza w postaci jonów Fe2+ tworzy nierozpuszczalne siarczki na powierzchni osadów dennych i zostaje wyłączone ze strącania fosforu, nawet w okresie cyrkulacji. W zdegradowanych jeziorach w warunkach skrajnie redukujących w osadach dennych powstaje metan. Pęcherze metanu unoszące się do góry, mimo stabilnego uwarstwienia termicznego transportują znaczne ilości fosforu do warstwy produkcyjnej jeziora. Zjawisko konwekcji metanowej to główny mechanizm nawożenia wewnętrznego, a powstanie siarkowodoru w wodzie jest momentem, od którego eutrofizacja jeziora przebiega w sposób lawinowy.